# Sismo do Acre de 2010
O sismo do Acre de 2010 ocorreu ao longo da fronteira do Acre no Brasil em 24 de maio de 2010 às 11:18min na hora local (16:18:29min UTC), atingindo uma magnitude de 6,3 na escala de magnitude de momento e 6,5 na escala de Richter. O epicentro do sismo foi em aproximadamente 125 km a leste da cidade de Cruzeiro do Sul.